# 大桐国光
大桐 國光（おおぎり くにみつ、1927年（昭和2年）11月25日- 2008年（平成20年）4月28日）は、日本の芸術家である。代表彫刻「夏」が参議院議長公舎へ飾られている。兵庫県姫路市出身。

## 経歴

### 生い立ち
1927年（昭和2年）兵庫県姫路市に生れる。幼い頃、一家で岡山県新見市へ移住する。その後、第二次世界大戦中に徴兵され従軍する。終戦後、岡山県立高梁高等学校へ編入する。ここで高校の美術教師の影響から芸術に目覚める。1951年（昭和26年）高梁高校を卒業後、約2年間働きながら進級するための学費を貯めた。
そして1953年（昭和28年）大桐に転機が訪れる。この年新たに岡山大学教育学部特設美術科が創設され、地元の大学である岡山大学特設美術科1期生として入学する。画家を志すが、在学中に彫刻に惹かれ、1956年（昭和31年）大学4年次に第12回日展で洋画『からたち』と彫刻『裸婦立像』を出品しともに入選を果たす。1957年（昭和32年）岡山大学を卒業する。

### 彫刻家・教育者として
卒業後も同年の第13回日展で彫刻『裸像』が入選となる。後進の教育にも力を入れ、1961年（昭和36年）作陽短期大学講師、1965年（昭和40年）同短大助教授となり、日本アンデパンダン展、前衛美術会展などに彫刻を出品するが、彫刻家佐藤忠良の作品に感銘を受け、1968年（昭和43年）40歳から新制作協会に出品する。詩情豊かな人物象が高い評価を受ける。また、1969年（昭和44年）中国短期大学教授（後に名誉教授）となり、翌年、1970年には、彫刻『おんなの顔』が第23回関西新制作展・新作家賞を受賞。1972年には、彫刻『老人の首』、1973年には『てんぐるま』が連続で関西新制作展新作家賞を受賞した。同年には、第38回新制作展に『髪洗いの女』を出品し会員推挙を受ける。
1974年（昭和49年）46歳の時に、これまでの功績が認められて岡山県美術展審査員となり、1977年（昭和52年）11月には、岡山県教育委員会から社会教育・文化功労者表彰を受ける。1976年（昭和51年）イタリアに1年間留学しローマ国立美術院へ進学し、彫刻家エミリオ・グレコに師事する。1982年（昭和57年）には、故郷・姫路市美術展審査委員となる。1984年には岡山県文化賞を受賞。同年、参議院議長公舎へ彫刻『夏』が買上げ設置される。
1987年（昭和62年）1月には岡山日日新聞芸術文化功労賞を受賞する。1995年（平成7年）には、佐賀県美術展審査委員となり、1998年（平成10年）1月に第56回山陽新聞賞、紺綬褒章を受賞する。2000年（平成12年）3月には、倉敷市立短期大学教授を退官し、同短大名誉教授となる。
2008年（平成20年）4月28日に死去。享年80歳であった。

## 主な作品
- 1970年『おんなの顔』
- 1972年『老人の首』
- 1973年『てんぐるま』
- 1982年『ミカ』岡山県立美術館収蔵
- 1984年『夏』参議院議長公舎設置
- 1987年『平和の像』岡山県岡山市平和都市宣言として設置
- 1988年『少女』兵庫県神戸市フラワーロード設置
- 1990年『はなはな』兵庫県姫路市シンボルロード設置
- 1991年『彫刻家Y氏の像』岡山県立美術館収蔵
- 1999年『ゆかたのミカ』岡山県立美術館収蔵
- 2000年『コスチューム』兵庫県姫路市シンボルロード設置
- 2000年『夏帽子の少女』兵庫県姫路市シンボルロード設置
- 2003年『早春の日に』岡山県新見市立美術館